# Francisco Domínguez Charro
Francisco Domínguez Charro (San Pedro de Macorís; 22 de agosto de 1910 - San Pedro de Macorís 15 de septiembre de 1943), fue un poeta romántico y negroide, ingeniero químico, periodista, cuentista y novelista dominicano. Conocido como "El poeta romántico olvidado"; también, considerado junto a Federico Bermúdez, como uno de los precursores de la poesía social. La calle, con su nombre, está localizada entre las avenidas Independencia y Cayetano Germosén, en el Ensanche Atala, en Santo Domingo; mientras, que la autopista, con su nombre, está localizada en su provincia natal, San Pedro de Macorís (en esta autopista han sucedido innumerables accidentes, cosa que ha sido objeto de estudio y tachada como una de las "autopistas más peligrosas y misteriosas de la República Dominicana").

## Nacimiento e infancia
Sus padres fueron Francisco Domínguez Prieto y Francisca Emilia Charro de Domínguez, inmigrantes españoles; recibía el sobrenombre "Paquito", diminutivo para distinguirlo del sobrenombre de su padre. Era compañero de Pedro Mir y Carmen Natalia, con quienes compartió los primeros años de edad escolar en su ciudad natal.
Trabajó por un tiempo como ingeniero químico en el Ingenio Boca Chica. Residió toda su vida en la calle Hostos en una casa de madera; esta calle terminaba en el puerto de San Pedro de Macoris, lugar al cual acudía a diario en compañía de su inseparable amigo Mauricio Báez. Son sus constantes visitas al muelle que hacen crecer dentro de él este sentimiento de repudio al trabajo brutal e inhumano que realizaban los trabajadores en el muelle. Permaneció soltero toda su vida.

## Personalidad
Era de temperamento sanguíneo; muy inquieto, apasionado, amargado y decidido.

## Trayectoria
En carta escrita en 1939 desde su lecho de enfermo a Carlos Curiel, hace referencia a su amistad y cariño por Pedro Mir, y al impacto que le produjo la visita a San Pedro de Macorís. de Domingo Moreno Jimenes. En esa carta se refiere también a lo que el poeta postumista significó para él:

"Yo tenía un periódico en sociedad con otro, y Pedro Mir y yo fuimos a entrevistar a Mirita de Peña (una santiaguera encantadora) y a Pirula Guerra (otra mujer bella).

Él escribía las entrevistas con una elocuencia ética. Yo me asombraba. Después empezó a escribir sonetos clásicos perfectos. Yo también empecé a escribir sonetos y tenía unos veinte. Pero con la llegada de Moreno, hubo una terrible tempestad que dio al traste con la sonetería de temas griegos y títulos en latín. Nació la inquietud versolibrista. Pedro Mir la despreció. Pero yo sabía que en él dormía un gran poeta".
Paquito (Francisco Domínguez Charro)

Marcio Veloz Maggiolo, en Cultura, teatro y relatos en Santo Domingo, habla de Paquito:

"Domínguez Charro pretende proyectar la América hacia confines jamás soñados. Devolverle a la misma su esplendor perdido; lanzarla contra los demás mundos, haciendo de ella una mole aplastante y poderosa que haga posible su reconocimiento y que evite su explotación. América en genitura épica ‑agrega‑ plantea el problema formal de una poesía narrativa; influido notablemente por la posición americanista de Moreno, Domínguez Charro pretende una poesía capaz de abarcar el mundo europeo, y quiere una América igual para todos, sin fronteras".
Marcio Veloz Maggiolo

Publicó en la revista de "Los Nuevos", aunque no perteneció a este grupo. Tampoco fue postumista, pero sí un fiel seguidor. Héctor Incháustegui Cabral da a conocer en la Revista ¡Ahora! (No. 568, septiembre 1974), un interesante trabajo sobre este poeta titulado "Francisco Domínguez Charro y la trigueñez".

## Obras
- Tierra y ámbar (1940).
- América en génitura épica (1942).
- Romanel del espiral (1943).

Poema titulado: Viejo negro del puerto, con el que se dio a conocer:

Viejo negro del puerto,
hace mucho que vengo mirando
la oscura silueta de tu cuerpo manso,
deslizarse, en silencio, en las noches,
del muelle a lo largo;
por recintos cargados de sombra
con tu fardo de penas a espaldas,
yo te he visto escrutando, a lo lejos,
algún raro misterio
perdido en lo alto...
y te he visto, sumiso,
responder al reclamo,
-de ese grito silente de tu alma-;
cuando aspiras el humo en tu pipa
en profundas y lentas bocanadas...
Y te he visto, también,
deshilar el fulgor
de tus ojos noctámbulos
por las aguas plateadas...
¡Viejo negro del puerto!
Esta noche de niebla es propicia
al rito mudo de tu fervor atávico;
prende tu pipa fuerte,
embriágate de trópico
sumérgete en ti mismo
y apura tu nostalgia...
Escancia la tortura de tu alma
en un festín inmóvil con tus ansias:
Insúflate en la nada,
penetra los abismos insondables,
fija la indescriptible quietud
de tu mirada,
y acorta la jornada redentora
de tu retorno al África...
Viejo negro del puerto,
retorna en el espíritu
a tu selva sagrada.
Embárcate en la leve piragua imaginaria
de tu inconsciente mártir,
-y llora inconsolable-
que en esta noche lánguida
sólo un millón de estrellas
verán correr tus lágrimas...
Viejo negro olvidado;
beodo iluso de agonías nocturnales;
yo he visto: muchas veces, tu herida destilando
llamaradas intensas de fugas ilusorias
y tus pupilas mansas
se han teñido de selva
en actitud fantástica...
¡Viejo negro del puerto!
¿qué deseo te taladra?
¿Qué mística idolátrica
penetra tus entrañas
que, inmóvil como estatua,
te embriagas de fulgor
de mis estrellas lánguidas...?
Inútilmente sueñas
con tu retorno al África.
Si pudieras tejer con tus brazos
un pedazo de jungla flotante
y dejarte arrastrar por los mares...
o tejer con clarores de luna
un velamen muy blanco y extraño
y dejarte impulsar por el aire:
-¡Qué aventura tan grande!
¡Viejo negro del puerto!:
¡Quisiera consolarte!
Francisco Domínguez Charro

La mayor parte de la obra poética de Domínguez Charro permanece inédita o perdida.

## Causa de muerte y fallecimiento
Su afección de asma desmejoró bastante su salud; los médicos le sugirieron un cambio de ambiente por lo que se mudó por un tiempo a Santiago donde percibió una notable mejoría, pensando que había vencido su mal. Sin embargo, tuvo que volver al hogar paterno dos años después.
Adicional del asma, sufría de varices lo que le provocó la muerte al explotar una vena interna, produciéndole una hemorragia. Murió a los 33 años de edad. Epitafio de Francisco Domínguez Chorra:

Con 33 años
suma de la vida,
subió al cielo tocando fondo
en el Higuamo, el poeta
Francisco Domínguez Charro.
Cristo le sirvió de inspiración,
y Moreno Jimenes su profeta.
Su obra breve,
entre altos relámpagos
fluye, un arcoiris taciturno.
Epitafio de Francisco Domínguez Chorra